# Бависпе
Бависпе (исп. Bavispe) — посёлок в Мексике, штат Сонора, входит в состав одноимённого муниципалитета и является его административным центром. Численность населения, по данным переписи 2020 года, составила 674 человека.

## Общие сведения
Название Bavispe происходит из языка индейского племени опата и означает: «место, где поворачивает река».
Поселение было основано в 1645 году миссионерами-иезуитами во главе с Кристобалем Гарсией.
Расположен на северо-востоке штата в глубокой долине на высоте 902 м, над рекой Рио-Бависте. Находится примерно в 330 км на северо-восток от столицы штата г. Эрмосильо на границе с Чиуауа и около 100 км от границы с американским штатом Аризона.
Бо́льшая часть территории муниципалитета — гористая, поскольку он лежит на западном склоне Западной Сьерра-Мадре. Среднегодовая температура — 20,8 °C.
Население, в основном, занято сельским хозяйством и скотоводством.